# Vaccinium arboreum
Espèce
Vaccinium arboreum, ou airelle en arbre, est une espèce de plantes à fleurs de la famille des Ericaceae. C'est un arbuste originaire du Sud des États-Unis (connu sous les noms vernaculaires Farkleberry ou Sparkleberry en anglais).

## Description
Vaccinium arboreum est un arbuste, voire un petit arbre de 3 à 5 m. C'est la plus grande espèce d’Airelle et possède des feuilles vert foncé simples, alternes. Dans le Sud des États-Unis, cette espèce peut être pérenne et se retrouve jusqu’à l’Illinois. Cet arbuste a des petites fleurs blanches en forme de cloches, de mars à juin, et produit des baies  noires non comestibles mais consommées par les animaux sauvages en particulier l’Ours noir, le tamia rayé, le Colin de Virginie et le Merle d'Amérique.
C’est aussi une espèce hôte pour les larves des papillons Porte-queue à lignes brisées, Microtia elva et le Lutin des bleuets.

## Distribution
Cette espèce se retrouve dans le Sud des États-Unis jusqu’à l’Illinois.